# Jewdokija Pantelejewna Mekschilo
Jewdokija Pantelejewna Mekschilo, geborene Archipowa (russisch Евдокия Пантелеевна Мекшило; * 23. März 1931 in Gorno-Altaisk; † 16. Januar 2013 in St. Petersburg) war eine sowjetische Skilangläuferin.

## Werdegang
Mekschilo trat international erstmals bei den Nordischen Skiweltmeisterschaften 1958 in Lahti in Erscheinung. Dort wurde sie Achte über 10 km. Im Jahr 1961 siegte sie bei den Svenska Skidspelen mit der Staffel. Bei den Nordischen Skiweltmeisterschaften 1962 in Zakopane errang sie den sechsten Platz über 5 km. Zwei Jahre später holte sie bei den Olympischen Winterspielen 1964 in Innsbruck gemeinsam mit Alewtina Koltschina und Klawdija Bojarskich Gold in der 3 × 5-km-Staffel und Silber über 10 km. Zudem belegte sie den vierten Platz über 5 km. Im selben Jahr gewann sie erneut mit der Staffel bei den Svenska Skidspelen in Kiruna. Ihren letzten internationalen Auftritt hatte sie bei den Nordischen Skiweltmeisterschaften 1966 in Oslo. Dort kam sie über 5 km und über 10 km jeweils auf den vierten Platz.
Mekschilo wurde siebenmal sowjetische Meisterin mit der Staffel (1954, 1955, 1957, 1961, 1962, 1965, 1966).